# 千年前の魔物
千年前の魔物（せんねんまえのまもの）は、『金色のガッシュ!!』の石版編に登場する魔物。ゾフィスに封印を解かれ、彼に付き従っている。本項ではそのパートナーも合わせて記述する。

## 代表的な魔物と本の持ち主

### レイラペア
レイラ
声 - 宍戸留美
紫を基調としたワンピースを着ている、頭に二本の小さな角がある千年前の魔物の少女。人間換算年齢8 - 9歳。
服の胸部分にある三日月模様をスティックに変え、そこから様々な三日月による術を使う（スティックの先端は破壊されても再び生えてくる）。
性格や言動は基本はクールで冷静沈着で物怖じしないが、子供っぽさや天然ボケな面も持ち合わせる。
小柄な外見からダルモスやデモルトからは侮られていたが、デモルトの巨体を投げ飛ばすほどの怪力を持っており、機動力も高い。
心を操られているアルベールと本当のパートナーになれることを願い、ずっと彼に呼びかけ続けていた。ゾフィスの行いを悪と断じ、陰ながらもガッシュたちに手を貸す。その後、裏切りに気づいたゾフィスの暗示で再び石版に戻される恐怖を植えつけられてしまい、「月の石」に向かう途上の清麿たちを攻撃してきたが、清麿らの呼び掛けとアルベールの涙によって石の恐怖に打ち勝った。デモルト戦においては再度清麿らを助け、「月の石」が砕けたことによりアルベールの精神操作が解けてからは、精神操作されていた状態では発揮できなかったその真の力を発揮してデモルトの動きを翻弄し、勝利に貢献した。
戦いの後、ガッシュたちに魔界の未来を託し、自らの意志で彼らに本を燃やしてもらう。別れ際にパートナーとして戦ってくれたアルベールに感謝を告げて彼の頬にキスし、ガッシュたちに激励を送りながら魔界へ帰っていった。
その後はクリア完全体との戦いでガッシュの金色の本の中に現れ、パムーン・ビクトリームと見事な連携を見せている。戦いの後はガッシュと同じ学校になるが、彼より二つ上の学年である。
実はビクトリームとは千年前からなぜか縁があり、旅の最中に度々出会っては何だかんだと協力していた模様。
人気投票では初登場である第2回目では18位、第3回目では10位になっている。
- 呪文

1. ミグロン
スティックから三日月状の光線を放つ。
2. ミシルド
スティック先端の三日月が巨大化して盾になる。
3. オル・ミグルガ
スティック先端の三日月が巨大化し、回転しながらブーメランのように飛んでいく。一度放った後もある程度動きを操作することが可能。
4. ラージア・ミグセン
スティック先端の三日月が巨大化し、まっすぐに飛んでいく。
5. ミベルナ・マ・ミグロン
レイラの最大呪文。26個（指示の際に出すアルファベットの数と同じ）の三日月を出現させ、それらを用い、三日月はレイラの指示で動かす三日月を定め、その後パートナーの掛け声に反応して三日月を動かし、相手の動きを抑えたり、三日月を爆発させたりと色々できる術。
通常の攻撃や防御や肉体強化の術と違って、術の使用にはパートナーとの高度な連携が必要であり、パートナーとの連携によって術の効果を最大限に発揮すれば非常に強力な術になるが、術の操作にはパートナーの意思が必要であるので、操られた心では扱えない複雑な術でもある。ゲーム版の『激闘！最強の魔物達』では操られた状態で術を使用しておりその際は単に多量の三日月を放つだけの術になっている。
ゲーム版では体の周辺にも三日月が回り、敵の攻撃から身を守る盾としても使える。
回転（ロール）
三日月を回転させながら移動させる。
攻撃（ファイア）
三日月を爆発させる。
連結（コネクト）
三日月と三日月の間に実体のある光のラインを結ぶ。
収穫（ハーベスト）
連結で結ばれた光のラインを引き上げる。
6. ミベルナ・シン・ミグロン
「ミベルナ・マ・ミグロン」の強化版で「シン」の術の一つ。

魔界へ戻り魂だけの存在になったが、ガッシュの「自分たちを助けたい」という思いを感じ取り、ガッシュを助けたいと思った時に、ガッシュの金色の本に現れた呪文。
アルベール
声 - 谷山紀章
レイラの本（青紫）の持ち主である金髪碧眼の青年。
実は千年前の戦いにおいて、レイラの本（青紫）の持ち主だった人間の子孫である。
レイラからは「アル」という愛称で呼ばれている。レイラ同様、クールで物怖じしない性格だが、今時の若者らしい面も持っている。
ゾフィスに心を操られ、元のパートナーの代役としてレイラに宛がわれていた（他の千年前の魔物と組まされた人間たちも、一部を除き彼と同じ境遇である）。操られた状態にあっても、レイラの呼びかけや清麿たちの声を受け取っており、彼らの力になれることを願っていた。レイラが石の呪縛に囚われそうになった際は、彼がレイラを想って流した涙が呪縛を解く切っ掛けとなっている。「月の石」が破壊されたことにより精神操作から解放され（玄宗とヴァイルと同様に波長操作のみは残っているようである）、デモルト戦においてレイラと抜群のコンビネーションを発揮した。レイラと共に自分の本を燃やすようにガッシュたちに頼んだが、レイラ送還の際は悲しんだ。
戦いが終わった後は母国で平和な学校生活を送っている模様。
作者の短編集にある『玄米ブレード』にも同名のキャラクターが登場するが、関連は不明。

### ビクトリームペア
ビクトリーム
声 - 若本規夫
頭部と胴体それぞれが「V」の形をしている千年前の魔物。自称「華麗なるビクトリーム様」。
「V」の字にこだわる  。攻撃を受けると「ブルアアア！」という悲鳴を上げる。
性格は愛すべきバカ＋自分勝手といった感じだが、情に厚い一面を持ち合わせている。そのため、千年前にレイラが石にされたと聞いたときは彼女の仇討ちのためにゴーレンに挑んだとのこと。なお、レイラとはベリーメロンを共に踊るなどガッシュたちのような仲の良さだった模様。
頭部を呪文無しで宙へと分離させる能力を持ち、術と組み合わせることで全方位に攻撃することができるが、代わりに無差別かつ細かく狙いをつけれなくなるため自分の胴体にまで術を当て「我が体、撃沈！」と実況して悲鳴を上げるというバカぶりを披露する。
だがその強さは本物で、清麿たちが消耗して満足に戦えない状態を狙って攻撃を仕掛けるなど知恵も回り、清麿の戦略を途中までだが看破してみせた（そのため、清麿に「こいつ…馬鹿だが強い！」と称された）。また、術の威力も「バオウ・ザケルガ」を3/5の威力の「チャーグル・イミスドン」で打ち破るほどに高い。
アルムたちとの戦いで消耗していたガッシュたちを襲うが、最後は清麿の作戦にはまり、キャンチョメに本を奪われ魔界に送還された。
その個性的なキャラクターにより読者人気が高く、アニメでもビクトリーム登場回は平均よりも視聴率が高かった。アニメの公式ページでは唯一「華麗なるビクトリーム様」とわざわざ様付けで紹介されている。コミックス15巻にて作者が「復活依頼のハガキが千通以上届いたら実現させる」という発表をしたところ三千通以上も集まってしまったため、彼を主役とする番外ミニ漫画が描かれた。さらにはそれを元にした「フォルゴレの初夢にビクトリームが登場する」という設定のアニメオリジナルエピソード（第89話）までも作られた。また、清麿のアホな夢にまで登場している。
メロンが大好物であり、コミックス13巻末のおまけページでメロンを食べ、「ベリーメロン」という自身のテーマソングを歌っている。また、オマケマンガではビクトリーム自身が「メロンを食えた」という理由だけで1000年の石化封印をチャラにできるとも発言していた。
なお、アニメ版では声優の若本規夫が実際に歌ってCD化されている。アニメでの石版編ではフォルゴレが持って来たメロンを食べたことがキッカケでメロンが好きになり、3回も「ベリーメロン」を歌っている。なお、テーマソング「ベリーメロン」ではガッシュとティオも登場しており、バックコーラスを担当している。
さらにはクリアとの初戦、ガッシュがクリアに対して激怒した際の回想にも登場している上、対クリア完全体戦では最後までガッシュの敵として戦ったにもかかわらずなぜか金色の本の中に登場（後にメロンの種欲しさだと判明）。レイラやパムーンとの連携で大活躍しガッシュを呆れさせた上に、ビクトリームらしさ全開の台詞と共に戻っていくというシーンがあり、クリア完全体を倒した後のガッシュから礼を言われるシーンではコマ一番上でVの態勢を取り最前列の仲間の魔物よりも目立っていた。
最終回では魔界には「メロン」という単語がなかったため、ガッシュにカタカナ表記を教えてもらい立て札に「メロン」と書き、畑に植えて嬉しそうに育てており、その後、見事に美味しいメロンとなって、現在は魔法使いに「なんとかV字型のメロンに出来ないか」と無理難題を押し付けていることが「金色のガッシュ!!20周年ありがとうなのだ!ブック」のQ&Aコーナーで判明している。
ミニドラマCD内でベルギム・E・Oと掛け合い漫才的なことをしており、どうやら前々から知り合いだった様子がうかがえる。
デザインは原作者が『超電磁ロボ コン・バトラーV』の主題歌を口ずさみながら書いた落書きから発展した。
人気投票では初登場である第2回目では鈴芽と並んで16位、第3回目では9位になっているが、ビクトリーム本人は「俺様が1位じゃないのか!?」と怒っていた（なお、千年前の魔物の中ではどちらもビクトリームが1位に位置している）。
好きな食べ物：メロン
- 呪文

1. マグルガ
V字型のエネルギーを顔から放つ。
荘厳回転 3・6・0（グロリアスレボリューション スリー・シックス・オー）
分離させた頭部を「加速（アクセル）」の掛け声であらゆる方向に高速回転させた状態から「マグルガ」を放つことで360°全方位に無差別攻撃する。ただし、上記の通り自分の胴体にまで術が当たってしまうことがあるのが弱点。
2. マグル・ヨーヨー
両腕の先を刃の付いたヨーヨーの形に変化させ、自在に伸縮させながら切り裂く攻撃をする。
ベリーメロンを歌う途中、呪文無しで発動しているかのような描写もあったりするが、原作のおまけページでは呪文を唱えている。清麿のアホな夢でも自身で唱えて発動していた。
3. チャーグル
体にある5箇所の球に、右手・右肩・股間・左肩・左手の順にエネルギーを1箇所ずつ溜める。「怒りのパワーを右腕に」「我が強さを右肩に」「我が美しさを"股間の紳士"に」「誇り高き心を左肩に」「Vの華麗なる力を頂点に」とそれぞれ発言する。
4. チャーグル・イミスドン
ビクトリームの最大呪文。「チャーグル」で溜めたエネルギーを強大なビームとして全身から一気に放出する。
なお、溜めた箇所の数により威力と形が決まり、5箇所全てに溜めた場合は巨大なV字型になる。なお離れるほど術が巨大になって威力が高くなっていく。
5. シン・チャーグル・イミスドン
「チャーグル・イミスドン」の強化版で「シン」の術の一つ。無数の極太V字光線を発射する。
ガッシュがこの術を使用する際もVの体勢を取る必要があるらしいが、「チャーグル」でパワーを溜める必要は無い様子。同時に出現したレイラの「ミベルナ・シン・ミグロン」の三日月とパムーンの「ファルセーゼ・バーロン」の星を発射台として無数の極太V字光線を発射し、クリア完全体の消滅弾全てを消し去るという戦果を挙げている。
魔界へ戻り魂だけの存在になったが、ガッシュの「自分たちを助けたい」という思いを感じ取り、メロンの種を魔界に持って来て貰うためにガッシュを助けたいと思った時に、ガッシュの金色の本に現れた呪文。
6. バベルガ・ベリーメロン
アニメオリジナル呪文。敵に当たると爆発して大量の皮をまき散らす巨大なメロンを放つ。フォルゴレが勝手に考えた呪文なので実在しない。
モヒカン・エース
声 - 永野善一
ビクトリームの本（スカイグリーン）の持ち主で、紫式部の子孫。本名はポロ・ペーニョンで、職業はロックなサボテン職人。国籍はアイルランド。
ビクトリームの手で勝手にモヒカンヘアにされた挙句、額に「1（エース）」と書かれてしまっていたり、戦闘の際には巻き添えになってダメージを受けても「耐えろ」と連呼されたり、殴り飛ばされたりと散々な目に遭っている。
心を操られているため呪文以外は喋ることはできず、なお、番外編では鎖に繋がれて岩山の頂辺にまで連れて行かれたほどに人間扱いされていない。
しかし精神操作が解けた後も、アルベールのように操られても心が繋がっていた、もしくはただ単に気に入っただけか、髪形を変えずにモヒカンと額の「1」を大切にしている。
紫式部
ビクトリームの千年前の本の持ち主。レイラ曰く、美人で話が面白くロマンチスト。
千年前、日本から海外へと渡り、ヨーロッパにてヴァイキングに拉致されてしまうが、レイラとのパートナーと協力し、魔本を持っていたヴァイキングを協力して倒した。その後も度々レイラたちとは旅先で出会っており、レイラがゴーレンに敗れて石にされた後、ビクトリームと共に挑むも敗北している。

### ツァオロンペア
ツァオロン
声 - 中村悠一
石化していた千年前の魔物の中でも特に強力な一体（アニメ版では「四天王」の位置づけ）。人間換算年齢17歳。
ツァオロンの背丈の倍はある非常に長い棍を使った術を使用し、格闘戦も得意とし、魔物としての術と棒術を組み合わせて戦う。
身長はウォンレイや玄宗の胸のあたりでやや小柄。性格は冷静沈着で戦いを楽しんでいる部分はある。玄宗のことは名前で呼ぶが信頼関係はあったかどうかは不明。
ティオ・ウォンレイ組と激突。他の四天王と比べて個々の力はやや劣るものの、玄宗との連携で彼らを圧倒し窮地に追い込む。ティオペアを負傷状態にし、ウォンレイペアの心の力を空にするまで追い詰めるが、ティオと恵の強い思いが込められた起死回生の「サイフォジオ」を受けることにより、大きく力を増して放たれたウォンレイの「ラオウ・ディバウレン」に敗れ送還される。
最終回でロデュウやバリーと同じクラスにいて威圧感を漂わせていた。
- 呪文

1. エルド
棍を強化する。
2. ゴウ・エルド
「エルド」の強化版。ティオの「セウシル」を砕くほどの威力がある。
3. ガンズ・エルド
棍の連続突きを放つ。
4. ザオウ・ギルエルド
ツァオロンの最大呪文。頭部が刃物と化している巨大な鮫状のエネルギーを棍から出現させて攻撃する。
玄宗（げんそう）
声 - 神奈延年
ツァオロンの本（ライトターコイズ）の持ち主。中国人の格闘家青年。38歳。胸や背中には古傷がある。
ウォンレイ・リィエンと同じくカンフーを操り、超人的な強さを誇る。その強さは、本気を出せば素手でティオの「セウシル」にヒビを入れるほど。強者と戦うことを生き甲斐としており、ツァオロンの本を渡された時に諸々の事情を知り、魔物と戦うために自ら望んでゾフィスへの協力を引き受けた（心を操られてはいないが、本を扱うための心の波長の操作は受けている）。ツァオロンとの連携は良く口論になることも無かったが、ツァオロン消滅の際は悲しまなかったため信頼関係はあったかどうかは不明。
人間であるにもかかわらず終始ウォンレイと互角以上に戦い、ツァオロンと共に彼らを圧倒するが「ラオウ・ディバウレン」でツァオロンを倒され、その後も怯むことなくウォンレイとの戦いを続ける（本人はその時「術を使っても構わない」と言うほど自信を持っていた）。最後は思いを込めたウォンレイの拳の前に敗れ去り失神した。
戦いの後はさらに強くなるために秋田県で修行をしている模様。
アニメでは一部格闘技が変更されており、リィエンに当てた技名がカットされ、「レルド」を出したウォンレイに後ろへ回って当てた技は八極拳の背撃だったがアニメでは肘打ちに変更されている。

### ベルギム・E・Oペア
ベルギム・E・O
声 - 千葉繁
石化していた千年前の魔物の中でも特に強力な一体（アニメ版では「四天王」の位置づけ）。人間換算年齢6 - 7歳。
骸骨のような顔にエジプトのツタンカーメンのような姿をした巨体で、ほとんど椅子に座ったまま行動する（椅子から立つこともできる）。怨霊体のようなエネルギーの塊を放つ術を使う。
見た目以上に中身が子供っぽく、面白いことが大好き。そして作中では頭が弱くナゾナゾ博士の作戦やキャンチョメの術に翻弄されている。実際のベルギムは人間換算年齢が7歳であるので年齢に準じた知能である。丁寧な口調だが激昂すると乱暴な口調になる。
本人曰く、名前の「E・O」とは「イ （E） スにかわってお （O）しおきよ」の略。
キャンチョメ・キッド組と戦い、術を無意味に乱射した上に「ディカポルク」の幻相手にさらに術の無駄遣いをする。それでも博士を庇ったキッドを追い詰め、「ギガノ・リュウス」でキッドの本を燃やすが、燃える中覚えた彼の最後の最大呪文で相打ちとなる（アニメでは高いランク術を出す時に歯が何本も抜けてしまっていた）。
千年前の魔物の中でもとりわけ巨体（座っている状態でも普通の人間の2倍ほどある）で大人のような見た目でもあるが、最終回で実はガッシュと同学年という衝撃的な事実が明らかとなった（クラスはガッシュと同じ）。なお、魔界では現在一人暮らしらしく、家から両親がいなくなっていることが悩みの種とのこと（パティは亡くなっていると推定している）。
- 呪文

1. ギガノ・リュウス
口から巨大な怨霊の塊を放つ。
2. ガンズ・ゴウ・リュウガ
肩の砲門から大量の怨霊を放つ。
3. エルム・リュウガ
口から炎を放つ。
4. リュウズ・ヨーヨー
両腕を怨霊を纏ったヨーヨー状に変化させて攻撃する。
5. リュウズレード・キロロ
椅子の周囲に生じさせた刃を回転させて攻撃する。
6. ディオガ・リュウスドン
ベルギム・E・Oの最大呪文。口から超巨大な怨霊の球を放つ。
なお、舌に怪我をしているとベルギムも痛みを伴う（術が舌に沁みるらしい）。
ダリア・アンジェ
声 - 永野愛
ベルギム・E・Oの本（赤茶色）の持ち主である女性。
本を開いたままの状態が多く、「ケケケー!!」と不気味な奇声を発し、心を操られているのかどうかは不明。
作者によると、彼女の実家は農家をやっているらしい。

### パムーンペア
パムーン
声 - 松岡洋子
石化していた千年前の魔物の中でも特に強力な一体（アニメ版では「四天王」の位置づけ）。人間換算年齢8 - 9歳。
多数の小さな星を自在に操り、術もほとんどがそれらの星を使った術である。
かつては自らの強さに誇りを持つ戦士であり、ゴーレンと戦い彼を圧倒するほどの実力を持っていたが、ゴーレンの卑劣な罠に嵌り石化されてしまった。
再び石化されることへの恐怖や千年経った魔界への不安からゾフィスに従い、その実力でガッシュ・ウマゴン組を圧倒したが、ガッシュとの戦いを通じて希望を見出し、ゾフィスとの決別を宣言。ガッシュの心の強さを認め、彼らへの協力を申し出るが、その直後ゾフィスの不意討ちによって本を燃やされてしまう。最後の瞬間まで、ガッシュの中に見た希望をゾフィスに見せつけながら魔界に帰っていった。
また、ガッシュたちに協力宣言をする際の「ランスが言うことを聞いてくれるかはわからない」の発言から、レイラのアルベールに対する思いのように、彼もまたランスが真のパートナーになることを望んでいたことがうかがえる。
実は清麿（アニメ版ではガッシュとティオも加わっている）が彼の封印された石版を調べるために「自由な発想」として、色々試行錯誤をしていたのだが、それがあまりにも意味不明な行動であったために本人は怒り心頭に発した様子だった。
なお、パムーンは石版になった後、千年の間にあらゆる国を渡り、モチノキ商店街の「田邉骨董品店」まで辿り着いた。店主は「先代がいた時からあったが、邪魔」と言っており、清麿が500円で購入した。その後、パムーンの石版はガッシュたちが夕飯を食べている間にビョンコに持ち去られた。
クリア完全体との最終決戦ではガッシュの金色の本の中に出現。同じ千年前の魔物であるレイラやビクトリームと見事な連携技を披露する。
最終回では魔界の学校にいっており、レイラと同学年でガッシュより2つ年上。
- 呪文

1. ファルス
操る星から直線のレーザーを放つ。
2. ファルガ
回転を加え、貫通力が増したレーザーを星から放つ。
3. ファシルド
星から四角錐のピラミッド型のバリアを張る。
4. デーム・ファルガ
位置を固定させた星からレーザーを放射し続ける。
5. エクセレス・ファルガ
X状に並べた星から強力なXの形をしたレーザーを放つ。
6. オルゴ・ファルゼルク
星を全身に装着した肉体強化術。
「ラウザルク」状態のガッシュと「ゴウ・シュドルク」状態のウマゴンをいとも簡単に止めるほどの力に加え、身体に付いた星と身に纏ったエネルギーを引き伸ばし、相手に絡みつかせて動きを封じることも可能。
7. ディオガ・ファリスドン
星を円周状に集めて回転を伴った巨大なレーザーを放つ。
8. ペンダラム・ファルガ
パムーンの最大呪文。星型の5つの顔を持つ精霊の姿をした巨大なエネルギー体を形成して攻撃する。アニメ版では顔の部分の合体も可能。
9. フェイ・ファルグ
星が張り付いた者や自分らを宙に浮かせる。
10. ファルセーゼ・バーロン
無数の星を出現させる。単独での効果は描写されていないが、レイラの「ミベルナ・シン・ミグロン」と共にクリア完全体の放った消滅弾を停止させた上、ビクトリームの「シン・チャーグル・イミスドン」の発射台になった。魔界へ戻り魂だけの存在になったが、ガッシュの「自分たちを助けたい」という思いを感じ取り、ガッシュを助けたいと思った時に、ガッシュの金色の本に現れた呪文。その際発動した術の中で術名に「シン」とつかない二つの術の一つ（もう一つは「ジオルク」）。
ランス
声 - 安澄純
パムーンの本（ライトイエロー）の持ち主で、貴族風の衣装を身に纏うおかっぱ頭の青年。千年前のパムーンのパートナーだったシェルビィの子孫。
本編では呪文以外の言葉を発する場面は結局見られなかったものの（ゲーム版『激闘!最強の魔物達』ではバトル中に本を落とした際「しまった！本が！」と発言する）、事件が落着した後の空港でバビルのパートナーであった汪靖宇と出会う際に笑顔を見せている場面がある。
完全版では正気を取り戻した状態でパムーンと会話するシーンがあり、石化状態の際に色々といじられていたパムーンを「不遇で可哀想な魔物」と哀れんでいた。
シェルビィ
声 - 佐藤晴男
パムーンの千年前の本の持ち主。チェーンメイルに身を包んだ騎士風の初老の男性。

### デモルトペア
デモルト
声 - 大友龍三郎
石化していた千年前の魔物の中でも特に強力な一体（アニメ版では「四天王」の位置づけ）。
いわゆるデーモンのような姿をしている10m級の巨体の魔物。弱点は首の後ろの傷。千年前は「狂戦士（バーサーカー）」と恐れられていた。
頭脳戦が苦手でレイラ曰く「一度暴れ出したら周りが見えなくなるタイプ」であるが、攻撃の技術は優れておりその身体能力と冷静かつ的確な指示を下すことができるパートナーのヴァイルの存在も合わせて桁外れな戦闘能力を誇る。だがパートナーへの信頼は皆無に等しく、ヴァイルを「クソ人間」呼ばわりしている。
ゴーレンに石版にされた後はアフリカで学者たちに発見され、清麿の父・清太郎の勤めるイギリスの大学で研究され、管理室に保管されていたが、ゾフィスたちによって持ち出された（ビョンコがパムーンの石版を奪った時）。
千年前の魔物を支配下に置くためにゾフィスが用意した「月の石」を保管している部屋に最後の番人として置かれていた。月の石を破壊されて自暴自棄になったヴァイルが「ギルガドム・バルスルク」を発動したことでさらに凶暴化し、ヴァイルの指示も命令も聞かない上に単なるエネルギーの元として彼を自分の腹に収めてしまう。しかし最終的には、パートナー覚醒により真の力が目覚めたレイラ以下、一致団結したガッシュたちの力の前に敗れ去る。
最終話ではつるはしで、ロップスやコーラルQと共に開拓作業を行っていた。
原作一話の扉絵や、作者の短編『哀愁戦士ヒーローババーン』にも同様なデザインのキャラクターが登場する。
- 呪文

1. ゼモルク
腕の角を蛇腹剣状に伸ばす。スピードがある術。
2. オルダ・ゼモルク
両腕の角を分割された蛇腹剣状にして攻撃する。
3. リゴン・ゼモルク
両腕の角を三節棍に変化させる。
4. ヘドュン・ゼモルク
頭の角が頭部全体を包むほど大きく変形し、同時に急所である首も守る。
5. ラギアント・ジ・ゼモルク
腕に巨大なカートリッジを纏い、強力なパイルバンカーを4連続で放つ。
威力は本人が調節できるようだが、作中では4発とも「マキシマム」（デモルト自身の発声）で放たれている。1発の威力はティオの「マ・セシルド」をいとも容易く破壊するほど。
6. ディオエムル・ゼモルク
炎を纏った強力なパンチを繰り出す。炎の火力はパティの「アシルド」を蒸発させるほど。
7. バウロ・ウルク
広げた翼を強化し宙を飛ぶ。
8. ギルガドム・バルスルク
全身を緑色の鎧で覆って強化する（勿論、弱点である首の後ろもガードされる）。また、言葉をまともに話すようにもなるが凶暴化する（アニメ版ではこれが本来の人格であり、ゾフィスによってこの術に封じられたとされる）。
その力はただのパンチでティオの「マ・セシルド」をも破壊することができるほど。また数が減っていたとはいえレイラの「ミベルナ・マ・ミグロン」すらも全く通用しない。ゾフィスもこの術を警戒しており、ヴァイルに「使わないように」と警告していた。
アニメ版では心の力を増幅させることでさらに強化でき、この状態になると肉体強化の力が強力過ぎるゆえに、鎧さえもそれに耐えきれず逆に砕けてしまう。
ローベルト・ヴァイル
声 - 二又一成
デモルトの本（鉄紺）の持ち主。長髪の男で、玄宗と同様ゾフィスに心を操られていない（彼もゾフィスによって、デモルトの本が読めるよう最低限の操作を受けている）。
性格は残虐非道で、月の石を悪用し人々を支配し悪事を働かせようと企んでいる。頭脳戦を得意とし我武者羅に戦うしか能のないデモルトを何倍も強くさせ、好き放題に暴れた。
自暴自棄で過ごしていたところをゾフィスに出会ったらしく、ゾフィスに協力する報酬として人の心を操作することができる「月の石」を貰う約束をし、その実現のために望んで参戦する。
月の石を破壊されたことで人生で唯一努力したことがパーになって涙を流しながら絶望しヤケになり、禁術にてデモルトの凶暴性を目覚めさせてしまい、本ごと飲み込まれて心の力を出すだけの存在とさせられてしまう。気が荒い性格だが、実は気弱な小心者であり、デモルトが戦闘不能になりその腹の中から解放されると、ガッシュたちに恐れをなして無残に慌ててどこかへと逃げていった。

### ゴーレンペア
ゴーレン
声 - 奥田啓人
ケンタウロスのような体（一部鎧状）に蛇の尾と鎧のような顔に単眼でゴルゴン（メデューサ）のような蛇の髪を持つ魔物で両胸に目の模様がある。「石のゴーレン」と呼ばれる。
頭の蛇は人間の姿に模して喋らせることができるが、術なのか能力なのかは不明。
千年前の魔界の王を決める戦いにおいて最も多くの勝利を収め、魔王候補の約半数を「ディオガ・ゴルゴジオ」によって石版にして封じ込め、その強力な呪文と狡賢く卑怯な手を使い勝ち進んでいた。
だが、最終的にはワンランク上の相手（ガッシュ＆ゼオンの父親・ダウワンと他3体の魔物）に敗れて魔界に帰った（雷句談）。
- 呪文

1. ゴルゴジオ
相手に光を当て動きを封じる。
2. メドルク
頭の蛇を操り相手の動きを封じる。
3. ディオガ・ゴルゴジオ
ゴーレンの最大呪文で最悪の呪文。光を浴びせた相手を本に閉じ込め本諸共石化させる。
浴びた相手は本の中に石化しながら吸い込まれ、本のサイズに合わせて小さくなった姿が浮き出た石版の姿で石となる（この状態のまま成長も止まるが、目は見えているらしく、パムーンは清麿の「調査」を屈辱とし怒りを露わにした）。
作中では清麿がパムーンの、清太郎たちがデモルトのそれぞれ石化された姿を研究の対象としていた。
4. メドルウ
人間界の月の光に似た光を放ち、石版にした相手を元に戻す。
この術は特殊なフィルターを使うことで再現可能であり、ゾフィスの研究により千年前の魔物は復活した。ゾフィスはこの術の光が月の光に似ていることを利用して、暗示により「メドルウ」の光＝月の石の光と誤認させ、千年前の魔物を服従させていた。
モーリス
声 - 渡辺英雄
ゴーレンの本の持ち主で黒いローブを纏った男性。本性はゴーレン同様かなり卑劣だと考えられる人物。
パムーンとの戦いにて一人の少女がゴーレンによって人質にされた際、「この子は自分の娘で、ゴーレンに人質にされて無理矢理戦わされている」と悲痛な叫びで訴えており、あたかも自分の意思とは無関係に戦いに巻き込まれた悲劇の人物であるかのように思われたが、この少女はゴーレンが見せた頭の蛇を変化させたもので実際には存在せず、彼の先述の言動は演技だということが分かる（つまり、彼もゴーレンと共にパムーンペアを騙していた）。

## その他の魔物と本の持ち主

### イバリスペア
イバリス
声 - 石田彰
ビョンコたちと行動を共にしていた千年前の魔物。両目に傷があるエイを人型にしたような姿でエリマキトカゲのような鰭と手に水かきを持つ。
石版にされ、千年間の間で憎しみに囚われて戦闘意欲の塊になり、原作では言葉を話さず理性の無い狂戦士のように描かれている（アニメでは普通に言葉を話し台詞も比較的多い）。また、すぐ一人で先走る癖があるらしく、ビョンコもほどほど手を焼いて呆れている。
初登場時はタイ南部でデンシン・カルーラ・バビルの4組でバランシャに集団攻撃を仕掛け、ギガノ級呪文を唱えるが、バランシャの「ギガノ・ガドルク」で削られて負けるも生身で恐れず真っ向から立ち向かっていき、鎧に噛みつきヒビを入れた。
その後、ゾフィス陣の魔物一斉攻撃でガッシュ・ウマゴンに襲い掛かるも、ブラゴの参戦から驚異的なブラゴの力により他の魔物と共に送還された。
- 呪文

1. デズルガ
鋭いエネルギー波を放つ。アニメ版では未使用。
2. ギガノ・デズル
巨大なピラミッド状のエネルギー波を放つ。
アニメではピラミッド型の岩を放つ術になっており、ギガノ級肉体強化したバランシャに回転技を使われて削られている。
カイル・ピカール
イバリスの本（青緑色）の持ち主である男性。

### バビルペア
バビル
声 - 菊池こころ
ビョンコたちと行動を共にしていた千年前の魔物。前髪のボリュームが多く、目が見えない。
初登場時はタイ南部でイバリス・デンシン・カルーラの4組でバランシャを倒し、その後南極でキャンチョメを襲った。後にデボロ遺跡でゾフィス陣の魔物一斉攻撃でガッシュ・ウマゴンに襲い掛かるも、ブラゴの参戦から驚異的な力により他の魔物共々、送還された。
- 呪文

1. ボギルガ
両腕から十字模様のエネルギー波を放つ。
2. ギガノ・ボギルガ
「ボギルガ」より強力な十字模様のエネルギー波を放つ。
汪 靖宇（オウ セイウ）
バビルの本（サンライトイエロー）の持ち主である中国人の少年（ザ・カードバトルのパートナーカードより）。
他の千年前の魔物の本の持ち主と同様、呪文以外の言葉を発する場面は存在しないが、事件が落着した後の空港でパムーンのパートナーであったランスと出会い、お互い笑顔を見せている場面がある。

### カルーラペア
カルーラ
声 - 非公開
ビョンコたちと行動を共にしていた千年前の魔物。カールさせた緑色の長髪と黄色の目と服が特徴の少女。言葉は喋らないが、ビョンコのナゾナゾ博士のクイズに正解したと思われた際拍手したりMJ12の意味不明な行動に乗る一面がある。
初登場時はタイ南部でイバリス・デンシン・バビルの4組でバランシャを倒し、その後南極でキャンチョメを襲った。ダルモスから逃げてきたキャンチョメ・ティオをパラマキロン・デンシンと共に襲うが、ウォンレイ・キッドの参戦で返り討ちに遭い、その際に「バズ・アグローゼス」をウォンレイの「ラオウ・ディバウレン」によって破られた挙句、ビョンコの隙を突いたナゾナゾ博士に本を燃やされ、パラマキロン・デンシンと共に魔界へ送還された。
アニメ版ではマジョスティック・トゥエルブの残りの7人（ダイナソー・アーム、ワンダフル・トゥ・ザ・フューチャー、サイコ・ジャングル、ファイアー・エルボー、ブリザード・シング、トレマー・モグラー、テレパシス・レーダー）を1人で倒したらしい（サイコ・ジャングルとはビーチバレーごっこについ乗ってしまった）。
- 呪文

1. オル・ロズルガ
巨大な薔薇を出現させて攻撃する。
2. バズ・アグローゼス
巨大な人食い花を地中から出現させる。
マレーネ・ヤネンツ
声 - 非公開
カルーラの本（ウルトラマリンブルー）の持ち主である女性。ナゾナゾ博士のクイズで首を振ったり呆れ顔をしており、心を操られていたかどうかは不明。
ザ・カードバトルのパートナーカードによると、ヘアピンがチャームポイントらしい。

### デンシンペア
デンシン
声 - 鶴岡聡
ビョンコたちと行動を共にしていた千年前の魔物。ゴツく固そうな鎧姿で、牛のような2本の角を生やしている。普段は「グルォオオオ」と声を上げるが、アニメ版ではラウザルク状態のガッシュに攻撃を当てたと思った時は指を鳴らし「惜しい！」ポーズをとり「命中！」と発言したり、カルーラ同様MJ12の行動に乗るようなシーンもあった。
初登場時はタイ南部でイバリス・カルーラ・バビルの4組でバランシャを倒し、その後パラマキロン・カルーラと共にダルモスから逃げてきたキャンチョメ・ティオを襲うが、ウォンレイ・キッドの参戦で返り討ちに遭った。「ラウザルク」で強化されたガッシュを前に焦ってまともに攻撃が当たらず、後述のパラマキロン同様遠くに投げ飛ばされ、ビョンコの隙を突いたナゾナゾ博士に本を燃やされてカルーラ・パラマキロンと共に魔界へ送還された。
- 呪文

1. ギガノ・ビレイド
バーゴが使っている術と同じで、角から極太の光線を放つ。
2. オルダ・ビレイロン
角から屈曲自由自在の光の鞭を放ち攻撃する。素早い動きに合わせるのは難しい模様。
ゾルゲ・ヘルシュタイン
声 - 石田彰
デンシンの本（茜色）の持ち主である男性。ナゾナゾ博士のクイズで首を振ったり呆れ顔をしており、心を操られていたかどうかは不明。

### ボルボラペア
ボルボラ
声 - 石川和之
ドグモス・エルジョと共にガッシュたちの前へ最初に現れた千年前の魔物。2本の角が付いた仮面を被っている。「ボルボル」としか喋れない。
ガッシュたちを追い詰めるが、助っ人として現れたティオの「ギガ・ラ・セウシル」により術を跳ね返され、「サイス」で本を燃やされた。
なお、原作ではパティからギランという名前で呼ばれているコマがある（カードでも説明文でギラン表記になっていたことがある）。後の各種の公式紹介では「ボルボラ」とされている。
- 呪文

1. ガロン
マルスが使っている術と同じで、何重にも連なったヌンチャク状の棘付き角型棍棒を放つ。
2. ギガノ・ガランズ
マルスが使っている術と同じで、棘付きの巨大なドリルを放つ。
ヘンリカ・アボット
声 - 滝知史
ボルボラの本（ブルー）の持ち主。背広姿の男性。元々はごく普通に暮らしていた家族思いのサラリーマン。
娘の誕生日を祝うことを楽しみにしていたが、ゾフィスに心を操られ、戦いに巻き込まれる。
戦闘後、正気に戻ったあとは娘への誕生日プレゼントが壊れてしまったことに大きなショックを受けていた。

### ドグモスペア
ドグモス
声 - 藤本たかひろ
ボルボラ・エルジョと共にガッシュたちの前へ最初に現れた千年前の魔物。鎧のような顔に6つの目のようなものがあり裂けたような口を持つ。
「ザケルガ」が直撃しても立ち上がるタフさを持つが、ティオの「ギガ・ラ・セウシル」とガッシュの「バオウ・ザケルガ」の連携プレイにより送還。パティの台詞によれば「グランガ・コブラ」より強い術がある様子。
アニメでゴーレンに石版にされるシーンがあり、そのシーンでエルジョと共に石版にされたらしく千年前の魔界の王を決める戦いではエルジョと仲間同士だったことが考えられる。
- 呪文

1. グランセン
エシュロスが使っている術と同じで、土の砲台から岩石を発射する。
2. グランガ・コブラ
土から出来た巨大なコブラで攻撃する。
ポール・カーン
声 - 上別府仁資
ドグモスの本（オリーブ）の持ち主。ヘルメットをかぶった初老の男性。
元々は優しい性格で、正気を取り戻した時は傷付いた清麿たちの姿に涙を流した。

### エルジョペア
エルジョ
声 - ふじたれいこ
ボルボラ・ドグモスと共にガッシュたちの前へ最初に現れた千年前の魔物。その名前の通りエンジェルの姿をしている。
ボルボラとの連携で「バオウ・ザケルガ」を破るが、ティオの参戦により敗北。本は燃やされなかったが、戦闘不能で逃走。その後デボロ遺跡にて、ブラゴによって他の千年前の魔物の軍勢とまとめて倒された。

- 呪文

1. ビライツ
ロブノスが使っている術と同じで、重ねた両手の先から光線を発射する。
なお、「丸かじりブック」では術名がビライになっていた。
2. ビレオルード
光のリングで攻撃を弾く。攻撃にも使える便利な呪文。
3. ガンズ・ビライツ
多数の「ビライツ」を乱射する。
4. ダイバラ・ビランガ
巨大な妖精風のエネルギー体を形成し、その顔面からビームを放つ。
フランソワーズ・カルダン
声 - 中山りえ子
エルジョの本（白っぽい緑）の持ち主。ダウンジャケットを着た短髪でボーイッシュな若い女性。

### パラマキロンペア
パラマキロン
声 - 非公開
ビョンコたちと行動を共にしていた千年前の魔物。首の襟巻きと被っている仮面帽子をあわせてパラボラアンテナのような見た目をしている。台詞こそ無いがビョンコがクイズに正解したと思われた際カルーラとデンシンと共に喜んで拍手した。
魔物を探知する力があり、頭部の尖った部分は魔物探知用のアンテナになっており、ピピッピピッと音を立てる。
ダルモスから逃げてきたキャンチョメ・ティオを見つけ、カルーラ・デンシンと共に二組を襲うが、助太刀に来たウォンレイ・キッドの参戦で返り討ちに遭った。「ラウザルク」で強化されたガッシュに遠くに投げ飛ばされ、ビョンコの隙を突いたナゾナゾ博士に本を燃やされてカルーラ・デンシンと共に魔界へ送還された。
- 呪文

1. ガルネシル
光に包まれた体を高速回転させながら突っ込む。
ウォーレン
声 - 非公開
パラマキロンの本（ライト・パープル）の持ち主。眼鏡をかけたインテリ風の男性。ナゾナゾ博士のクイズで首を振ったり呆れ顔をしており、心を操られていたかどうかは不明。

### アルムペア
アルム
声 - 渡辺久美子　
ゲリュオス・ガンツと共にデボロ遺跡で最初に現れた千年前の魔物。四方向に分かれた尖ったかぶりものに前髪と小さいが赤く丸い鼻が特徴（原作では被り物と手足が赤い色だがアニメでは手以外が青色になり、カードもアニメの色味になっているものがある）。
術以外にも空中浮遊ができる。なお、ガッシュたちの前で初めて言葉を発した千年前の魔物は彼である。
本来は善良な魔物だったようだが、千年間石版にされた鬱憤から性格が歪んでしまい、凶暴な魔物に変貌していた。しかし、本心では石に戻る恐怖からゾフィスに嫌々従っていたようである。魔物にも人間にもダメージを与えず、あくまで本を狙うガッシュの戦い方に心を動揺させる。ガッシュと最大呪文の激突に負け、その隙に恵に本を奪われ敗北。消える間際にガッシュたちに今後の戦いについての助言をして「負けるなよ」と言い残し帰っていった。
- 呪文

1. ネシル
両腕からエネルギー波を放つ。
2. ネシルガ
両腕から回転を加えたエネルギー波を放つ。
3. ガンジャス・ネシルガ
地面を連続で叩き、遠隔の敵に地中から複数のエネルギー波を放つ。
4. エグドリス・ネシルガ
アルムの最大呪文。ピラミッド形の巨大エネルギー弾を放つ。
高橋真美子 （たかはし まみこ）
声 - 岡村明美
アルムの本（ブルーグレー）の持ち主。日本人で女子高生。髪型が少し特徴的。
ミーハーで世界的スター・フォルゴレのファンなのだが、なぜか同世代で同国出身の国民的アイドル・恵のことを知らなかった。操られていた際の記憶は失っていたものの、ガッシュたちが自分らを救ってくれたことを察し、涙ながらに感謝した。
なお、2005年のカレンダーの7月・8月のイラストでは、後ろ姿ではあるが、フォルゴレのコンサートを鑑賞している。

### ゲリュオスペア
ゲリュオス
声 - 柴山由崇
アルム・ガンツと共にデボロ遺跡で最初に現れた千年前の魔物。龍のような容姿でかなりの巨体だが、人間換算9歳である。
その巨体を利用した攻撃とアルムとの連携でガッシュたちを苦しめたが、最大呪文をティオの「マ・セシルド」で破られ、その隙に本を恵に奪われて敗北する。
その後、魔界では学校に通っており、ガッシュより二つ上の学年となっている。
- 呪文

1. デガルク
頭部の角を強化して突撃する。カードでは第一の術と書かれている。
2. ガルデルク
牙を剥いた状態で全身を高速回転させ突撃する。
3. ギガノ・ディオデルク
ゲリュオスの最大呪文（カードでは最大級の攻撃呪文）。頭部に鎧を纏い巨大化させて、突撃する。
4. アクル
アニメ版のみ使用。口から強力な水流を放つ。能力的にはパティが使っている術と同じ。
ジョン・オーエン
声 - 奥田啓人
ゲリュオスの本（シェンナ）の持ち主。赤いヘルメットの野球のユニフォームを着た男性。
見た目通りの野球選手であり、背番号は6番（カードにも書かれている）。
アニメではフォルゴレのファンであるらしく、戦いの後に彼にサインをお願いしていた。

### ガンツペア
ガンツ
アルム・ゲリュオスと共にデボロ遺跡で最初に現れた千年前の魔物。ボロボロのマントに鉄仮面を付けていてガタイが良い。
キャンチョメ・ウマゴンと戦い、「コポルク」で小さくなったキャンチョメに本をマッチで燃やされて送還された。戦う最中、彼に悲運な魔物である哀愁を感じさせ、魔界へ送還される中でキャンチョメから「魔界に帰ったら今度は友達になろう」と呼び掛けられた。（アニメ版では嬉し涙目を浮かべながら感謝の言葉を出し、帰った。）
- 呪文

1. アムルク
腕を巨大化させてパンチを放つ。キクロプが使っている術と同じ。
2. ギガノ・アムルク
アムルクよりも腕を強化し、殴ったものを液体化させる。
ビリー・フェリス
ガンツの本（黒鉄色）の持ち主。帽子を被った男性。
帽子の色がアニメでは緑、カードでは赤色になっていたりする。

### ダルモスペア
ダルモス
声 - 江川央生
ビクトリーム戦の直後、レイラと共に現れた千年前の巨体の魔物。
レイラの裏切りをものともせず、ガッシュ・レイラ組を追い詰めるが、助けに駆けつけたウマゴンとサンビームのコンビネーションにより敗北する。
- 呪文

1. ベギルセン
腹部の砲口から羽付きの鉄球を回転させながら発射する。
2. アムベギル
両腕を鞭のように伸ばし、先端の牙で相手を襲う。
3. ベギルク
戦闘体形の鎧に強化し、素早さも上昇させる。他の術との併用も可能。
アニメ版では空も飛べる描写がされている。
4. ガンズ・ベギル
片腕がガトリング砲となり、弾丸を連射する。
5. キロロ・アムベギル
両腕から鋭い刃を出し、相手を切りつける。
6. ベギルバオ
自身の周囲を爆発させ、範囲内にいる敵を巻き込む。
7. ザドン・ベギルセン
アニメ版の呪文。尾ビレ付きのミサイルを2つ発射する。砂に潜ることも可能。
8. デトーザ・ベギルセン
アニメ版の呪文。ドリルが複数付いた物体を放出する。
この術を砂中へ潜らせることで蟻地獄のようにもできる。
エリザベス
声 - 伊藤静
ダルモスの本（グレイッシュ・ピンク）の持ち主である女性。赤茶の逆立った髪型が特徴的。
ひたすら、ダルモスに言われるがままに呪文を唱えている。ダルモス送還後は気を失い清麿に応急処置をされる。

### バムウペア
バムウ
声 - 山口眞弓
フランスの山中でブラゴと戦った千年前の魔物。顔が太陽のようで、爪状の両手が特徴。
他の魔物に比べてそこそこ強く、単独でブラゴと戦ったがシェリーの強さに恐れを感じ、動揺した隙を狙われ「ディオガ・グラビドン」を喰らい敗北。以下2つの他、さらに強い呪文があるらしいが、詳細は不明。
- 呪文

1. オル・フレイガ
風を直線のエネルギー波にして放つ。術者の意思で操作可能。
2. ガンジャス・バルフレイ
地中から自在に操れる複数のエネルギー波を放つ。
ルーク・ブラウン
バムウの本（オリーブイエロー）の持ち主である男性。両側に横跳ねした髪型が特徴。

### カマックペア
カマック
声 - 非公開
デボロ遺跡の調査をしていたキッドたちが遭遇した千年前の魔物。人間換算年齢15歳。
千年間のブランクを埋める練習台にキッドたちを襲う。しかし千年前の魔物たちとの戦いに覚悟を決めたキッドに返り討ちに遭った。送還間際に他の魔物がグループで動くことを捨て台詞を吐くように伝えた。
その後、魔界では学校に通っており、ウォンレイ・ダニーと同じクラスになっている。
- 呪文

1. ギガラ・レルド
エネルギーを圧縮した六角形の盾で相手の攻撃を跳ね返す。
2. ガンズ・デズル
術名はアニメで判明。八角形の物体を複数放出して攻撃する。
3. ギガノ・ビレイド
アニメのみ使用。極太の光線を放出して攻撃する。バーゴ・デンシンと同じ呪文。
ライオン
カマックの本（グリーニッシュ・ブルー）の持ち主。髭を生やした中年男性。

### ザミーペア
ザミー
声 - 鶴岡聡
デボロ遺跡でガッシュたちと戦った千年前の魔物。
見た目は岩と甲殻類を足したような外皮の頭と体に両手に手より長い一本の太い爪、鳥のような足を持ち、異質さが強い。
ジョビンとのコンビネーションでガッシュたちを襲うが、ウォンレイの「ガル・レドルク」を喰らい敗北。その時は本は燃やされず、その後ゾフィス陣の魔物全員でガッシュ・ウマゴンを襲った際、ブラゴの参戦から驚異的なブラゴの力により他の魔物と共に送還された。
実は石版にされていたころ、ブラゴが海岸付近で彼の石版を見つけている。
- 呪文

1. ゴウ・ガイロン
両腕の角を自在に伸ばし、鞭のように操る。
トンガリ
ザミーの本（ダーク・レッド）の持ち主。その名の通りトンガリ頭の男性だが、本名かは不明。

### バキングペア
バキング
デボロ遺跡でブラゴと戦った千年前の魔物。
黄色い一本角の顔に赤いスカーフの鎧騎士のような体でイバリスのような目をしている。
「バルガドルク」で体を強化してシェリーを狙ったが、「ギガノ・レイス」で共に向かっていったバラホーと共に倒された。
アニメ版では第51話「強襲!仮面の悪魔ロード」に、彼とそっくりなファンタムという魔物が登場している（関連性は不明だが、この時送還されているため同一の魔物でないことは確かである）。
- 呪文

1. バルガドルク
頭・肩・膝の角を尖らせて体を強化させる。
2. ギガノ・ウイガルガ
アニメのみ使用。巨大な竜巻を起こす。フェインと同じ呪文。
サリー
バキングの本（ダル・ブルー）の持ち主。ポニーテールの女性。
アニメでは王様風味の服にカールした白髪に青いマスクをしており、男性か女性か分かりにくい見た目となっている。

### バラホーペア
バラホー
デボロ遺跡でブラゴと戦った千年前の魔物。
仮面のような顔で体は体毛に覆われ、両腕に盾をつけている。
「ギルドルク」で強化した体でブラゴに襲い掛かるが、片手で受け止められてしまう。「ギガノ・レイス」で共に向かっていったバキングと共に倒される。
- 呪文

1. ギルドルク
顔と手を合わせて巨大な盾に変え突撃する。
タコス
バラホーの本（ライト・イエローイッシュ・ブラウン）の持ち主である男性。

### ニンニンペア
ニンニン
デボロ遺跡でブラゴと戦った千年前の魔物。全身タイツを身に纏っている。
ウマゴンに突進され呪文が無効になり、ブラゴとの戦いでもシェリーの頬への蹴りで呪文が無効化され、さらに「ギガノ・レイス」を喰らい敗北した。
- 呪文

1. ネシルガ
片腕から貫通力のあるエネルギー波を放つ呪文。
アルムの術と同じ術名の呪文だが違いが見られる。
カーリー
ニンニンの本（ディープ・ブルー）の持ち主である女性。

### フェリウスペア
フェリウス
飛行能力を持つドラゴンの姿をした大型魔物。長距離用の移動手段にビョンコが使っていた。
パラマキロン・カルーラ・デンシンを乗せ、ダルモスから逃げてきたキャンチョメ・ティオを襲い、ティオを捕らえる役目に成功したが、その後助太刀に来たガッシュの「ザケルガ」を背中に喰らい敗北。
デボロ遺跡ではミノルサム・ブットンを乗せ、空中からブラゴを集中攻撃するが「ビドム・グラビレイ」で地上に引きずり降ろされ、その直後「バベルガ・グラビドン」で他の魔物と共に魔界へ送還された。
セバスチャン
フェリウスの本（グレイッシュグリーン）の持ち主。白髭を生やした老人。

### バディオスペア
バディオス
飛行能力を持つ鷲に似た大型魔物。長距離用の移動手段にパティが使っていた。
初登場時はボルボラ・ドグモス・エルジョを乗せていた。デボロ遺跡でエルジョ・ギリコを乗せ、空中からブラゴを集中攻撃したが「ビドム・グラビレイ」で地上に引きずり降ろされ、その直後「バベルガ・グラビドン」で他の魔物と共に魔界へ送還された。
チャーミー
バディオスの本（薄い黄色）の持ち主。
- 呪文

（術名不明）
口から光線を放つ。

### ギリコペア
ギリコ
デボロ遺跡でブラゴと戦った千年前の魔物。その名の通り巨大鋸を操る術を持つ。
バディオスに乗り、パティ・エルジョと共に世界中を回っていた。デボロ遺跡に戻った際、「ビドム・グラビレイ」でパディオスごと地上に引きずり降ろされ、驚異的なブラゴの力により他の魔物と共に送還された。
- 呪文

（術名不明）
巨大鋸を連続で打ち出す。
婉瑩（えんえい）
ギリコの本（なたね色）の持ち主。外見は恵に似ているロングヘアーの女性。

### ミノルサムペア
ミノルサム
デボロ遺跡でブラゴと戦った千年前の魔物。手足に水掻きがあり鳥のような容姿をしている。
フェリウスに乗り、ビョンコ・ブットンと共に世界中を回っていた。デボロ遺跡に戻った際、「ビドム・グラビレイ」でフェリウスごと地上に引きずり降ろされ、ブットンと共に「リオル・レイス」を喰らい倒されてしまった。
- 呪文

（術名不明）
手に溜めたエネルギーを相手に放出する。
カコヤニス
ミノルサムの本（ハーフグリーン）の持ち主。

### ブットンペア
ブットン
デボロ遺跡でブラゴと戦った千年前の魔物。甲虫にそっくりな容姿をしている。
フェリウスに乗り、ビョンコ・ミノルサムと共に世界中を回っていた。デボロ遺跡に戻った際、「ビドム・グラビレイ」でフェリウスごと地上に引きずり降ろされ、ミノルサムと共に「リオル・レイス」を喰らい倒されてしまった。
- 呪文

（術名不明）
額の角を自在に伸ばし突進する。突進までが術なのかは不明。
アラム
ブットンの本（ライト・グリーン）の持ち主。

### ウリムレペア
ウリムレ
声 - 鶴岡聡
デボロ遺跡でガッシュたちと戦った千年前の魔物。
デボロ遺跡に乗り込んだガッシュたちの前に立ち塞がり、その腕を強化する術でフォルゴレを殴り飛ばすが、キッドの「アムゼガル」で返り討ちに遭った。その時は本は燃やされず、その後ゾフィス陣の魔物一斉でガッシュ・ウマゴンを襲った際、ブラゴの参戦から彼にフェリウスたちの攻撃を避ける盾にされ、魔物6体分の攻撃を受けた。
- 呪文

（術名不明）
腕を強化して相手を攻撃する。キクロプやガンツと同じ術かは不明。
ジョン
ウリムレの本（ライト・レディッシュ・ブラウン）の持ち主である小柄な少年。

### ムカロンペア
ムカロン
デボロ遺跡でガッシュたちと戦った千年前の魔物。その名の通りムカデに似ている。
デボロ遺跡に乗り込んだガッシュたちの前に立ち塞がるが、ウマゴンの「ゴウ・シュドルク」を喰らい、「ポルク」で壁と同化したキャンチョメに本を奪われマッチで燃やされた。
ヘザー・スプーン
ムカロンの本（ダーク・パープル）の持ち主。帽子を被った女性。

### ハジメペア
ハジメ
デボロ遺跡でガッシュたちと戦った千年前の魔物。容姿が鰐に似ており鎌らしき武器を持っている。
デボロ遺跡に乗り込んだガッシュたちを最初に見つけたが、ガッシュの「ザケルガ」を喰らい本を燃やされて魔界に送還される。
アンナ
ハジメの本（ディープ・イエロー・グリーン）の持ち主。

### デコフィスペア
デコフィス
デボロ遺跡でガッシュたちと戦った千年前の魔物。顔のみで体型全てが出ていない。
デボロ遺跡に乗り込んだガッシュたちの前に立ち塞がるが、ティオの「マ・セシルド」により術が破られ、ガッシュの「ザケルガ」で魔界に送還された。
- 呪文

（術名不明）
口からエネルギー波を放つ。
ベンバー・ルード
デコフィスの本（あやめ色）の持ち主。詳細不明の人物。

### ジョビンペア
ジョビン
声 - 菊池こころ
デボロ遺跡でガッシュたちと戦った千年前の魔物。見かけは子供だがキッドの「ゼガルガ」を腕で受け止めるほどの防御力がある。
デボロ遺跡に乗り込んだガッシュたちの前に立ち塞がり、ザミーとのコンビネーションでガッシュたちを襲うが、その時は本は燃やされずにいた。その後ゾフィス陣の魔物一斉でガッシュ・ウマゴンを襲った際、ブラゴの参戦から驚異的な力により他の魔物と共に魔界へ送還された。
ユーガ
ジョビンの本（コーヒーブラウン）の持ち主。

### ゲインペア
ゲイン
デボロ遺跡でブラゴと戦った千年前の魔物。背中から羽に向けて沢山の棘がある。
作中では戦うシーンが全くなく、ブラゴの驚異的な力で他の魔物と共に魔界へ送還された。
よしのり
ゲインの本（ブロンド）の持ち主である少年。

### ドムペア
ドム
デボロ遺跡でブラゴと戦った土の術を使う千年前の魔物。小柄で体中が体毛に覆われ、着ている衣装などから原人を思わせる姿をしている。
ブラゴの驚異的な力で他の魔物と共に魔界へ送還された。
禹（う）
ドムの本（ビビット・パープル）の持ち主。帽子を被った少年。

### ホイブンペア
ホイブン
デボロ遺跡でブラゴと戦った千年前の魔物。鳥人のような姿で、翼を使い空を飛ぶことができる。
ブラゴの驚異的な力で他の魔物と共に魔界へ送還された。
サダト
ホイブンの本（ちとせ緑）の持ち主。眼鏡をかけた坊主頭の僧侶のような男性。

### メウムツメペア
メウムツメ
デボロ遺跡でブラゴと戦った、砂の術を使う千年前の魔物。その名の通り六つ目の大柄な体型で、鰻のような姿をしている。
ブラゴの「アイアン・グラビレイ」で倒され、他の魔物と共に魔界へ送還された。
ダン
メウムツメの本（ガーネット）の持ち主。貴族のような風貌の男性。

### ニョビイオペア
ニョビイオ
デボロ遺跡でブラゴと戦った千年前の魔物。首の周りに襟巻を付け不気味な目つきをした怪しい風貌をしている。
ブラゴの驚異的な力で他の魔物と共に魔界へ送還された。
ノリス
ニョビイオの本（ビビット・ブルー）の持ち主。

### パヨムペア
パヨム
デボロ遺跡でブラゴと戦った千年前の魔物。狐のような容姿で、宙に浮くことができる（ただし移動速度はあまり速くない様子）。
シェリーのフレイルを頬に喰らい、ブラゴの驚異的な力で他の魔物と共に魔界へ送還される。
ビアラハム
パヨムの本（オーカー）の持ち主。

### ズラーイペア
ズラーイ
デボロ遺跡でブラゴと戦った千年前の魔物。力士を思わせるスタイルが特徴。
ブラゴの驚異的な力で他の魔物と共に魔界へ送還される。
ハイドン
ズラーイの本（ビビット・レッド・パープル）の持ち主。

### ガメールペア
ガメール
デボロ遺跡でブラゴと戦った千年前の魔物。その名の通り亀にそっくりの容姿をしている。
ブラゴの「ギガノ・レイス」を喰らい、倒される。他の魔物と共に魔界へ送還された。
サガン
ガメールの本（さびなんど）の持ち主。

### ノウメンペア
ノウメン
デボロ遺跡でブラゴと戦った千年前の魔物。のっぺらぼうの仮面をつけている。
シェリーの飛び膝蹴りを顔面にモロに喰らい、ブラゴの「ギガノ・レイス」で倒され、他の魔物と共に魔界へ送還された。
金城（きんじょう）
ノウメンの本（レンガ色）の持ち主。眼鏡をかけた背広姿の男性。

### イカゲッソペア
イカゲッソ
アフリカでブラゴと戦った千年前の魔物。その名の通りイカにそっくりの容姿をしており、水の術を使う。
見た目とは裏腹に他の千年前の魔物に比べると中々強いらしいが、ザクソン・イソジンと共にブラゴを襲うもブラゴの驚異的な力により返り討ちに遭い本を燃やされ魔界に送還された。
パウザー
イカゲッソの本（ココア色）の持ち主。

### ザクソンペア
ザクソン
アフリカでブラゴと戦った千年前の魔物。
他の千年前の魔物に比べると中々強いらしいが、イカゲッソ・イソジンと共にブラゴを襲うもブラゴの「ディオガ・グラビドン」を喰らい敗北。本を燃やされイソジンと共に魔界に送還された。
カーター
ザクソンの本（うめむらさき）の持ち主。

### イソジンペア
イソジン
アフリカでブラゴと戦った、重力の術を使う千年前の魔物。その名の通り磯巾着にそっくりの容姿をしている。
妙な見た目とは裏腹に他の千年前の魔物に比べると中々強いらしいが、イカゲッソ・ザクソンと共にブラゴを襲うもブラゴの「ディオガ・グラビドン」を喰らい敗北。本を燃やされザクソンと共に魔界に送還された。
カラマンリス
イソジンの本（チャコール・グレイ）の持ち主。
戦い終了後、なぜか一人だけ現場に姿を見せていない謎の人物。

### ミラコペア
ミラコ
デボロ遺跡に向かうブラゴが道中で戦った魔物で奇妙な外見をしている。
ブラゴのの足止めにゾフィスが送り込んだ刺客でその実力は見た目にそぐわずビクトリームと同等の力であり、ブラゴに雑魚ではないことを認めさせるほど。
カルーラ・バビルと共に南極でキャンチョメを襲ったこともある。ブラゴとの死闘の末、倒された。
雷句誠のブログによると『新世紀エヴァ○ゲリ○ン』の「ラミ○ル」と同じような攻撃をするとのこと。この2体は見た目も酷似している。
ジャクソン・ベイ
ミラコの本（ミディアム・グレイ）の持ち主。

## アニメオリジナルキャラクター
静寂の三闘士（サイレント・ルーラー）
静寂の三闘士を参照。